# Le Baron Gregor
Pour les articles homonymes, voir The Black Room.
Pour plus de détails, voir Fiche technique et Distribution.
Le Baron Gregor (The Black Room) est un film américain réalisé par Roy William Neill, sorti en 1935.

## Synopsis
Dans un château tyrolien à la fin du XVIIIe siècle, deux fils jumeaux, Gregor et Anton, naissent dans la famille baronnie de Berghmann. Le baron est inquiet car une ancienne prophétie de la famille stipule que le jeune frère tuera l'aîné dans la chambre noire du château. Quelques années plus tard, en 1834,  il est révélé que le baron Gregor est devenu un dirigeant dépravé qui assassine les femmes des paysans locaux. Son frère, Anton, qui ne peut pas utiliser son bras droit et a passé une grande partie de sa vie à voyager en Europe, revient au château pour une visite mais refuse de croire les rumeurs qu'il entend à propos de son frère. Le gentil Anton devient populaire auprès des villageois et du personnel du château, étant l'exact opposé de son frère. Dans le même temps, les tentatives de Gregor pour courtiser Thea, fille du colonel Hassell, échouent sensiblement devant son admiration pour Anton et son véritable amour pour le jeune lieutenant Albert Lussan.
Lorsque la servante du château Mashka disparaît après avoir été vue avec Gregor, les habitants forment une foule en colère et entrent dans le château, affrontant le baron. Gregor accepte d'abdiquer, et de donner le pouvoir à son frère, devenu populaire. Une fois les papiers signés pour renoncer à sa baronnie, il attire son frère sans méfiance dans la chambre noire, le tue et le jette dans la fosse où sont conservés les cadavres de Mashka et de ses autres victimes. Gregor assume maintenant l'identité d'Anton et se prépare à épouser Thea, dont le père soutient leur union. Le lieutenant Lussan s'oppose avec colère et menace au colonel. Gregor tue le colonel lorsqu'une partie d'échecs et sa signature d'un document reflété dans un miroir l'exposent tous deux, puis encadre facilement le lieutenant, qui est reconnu coupable et condamné à mort.
À la suite de cela, seul le dogue d'Anton reconnaît que le baron n'est pas son maître, et le chien poursuit Gregor lorsqu'il se rend en ville pour son mariage. Pendant ce temps, Lussan s'échappe de sa cellule et rencontre secrètement Thea, qui l'exhorte à fuir. Il refuse cependant et la cérémonie de mariage commence dans la cathédrale de la ville. Alors que la majestueuse cérémonie touche à sa fin, le prêtre demande à tous ceux qui s'opposent à l'union de parler maintenant ou de se taire pour toujours et le chien attaque Anton, qui se défend avec son bras droit soi-disant paralysé. Ainsi révélé, Gregor s'enfuit. Les citadins réunis pour le mariage forment une foule en quelques secondes. Le chien, suivi de la foule, qui comprend Lussan, poursuit Gregor jusqu'au château, où il tente de se cacher dans la chambre noire. La foule découvre où il se trouve et commence à ouvrir la porte secrète. Avant qu'ils ne puissent gagner le passage, cependant, le chien se faufile et se jette sur Gregor, qui tombe à la renverse dans la fosse et sur le couteau toujours tenu dans la main de son frère assassiné. Ainsi, la prophétie est accomplie.

## Fiche technique
- Titre original : The Black Room
- Titre français : Le Baron Gregor
- Réalisation : Roy William Neill
- Scénario : Arthur Strawn et Henry Myers
- Photographie : Allen G. Siegler
- Montage : Richard Cahoon
- Pays de production : États-Unis
- Format : Couleurs - 35 mm - 1,85:1 - Dolby Digital
- Genre : horreur
- Date de sortie : 1935

## Distribution
- Boris Karloff : Baron Gregor de Berghman / Anton de Berghman
- Marian Marsh : Thea Hassel
- Robert Allen : Lieutenant Albert Lussan
- Thurston Hall : Paul Hassel
- Katherine DeMille : Mashka
- Henry Kolker : Baron Frederick de Berghman
- Colin Tapley : Lieutenant Paul Hassel
- Torben Meyer : Peter
- Ivan Linow : Gardien
- George MacQuarrie : Juge